# Pseudosedum lievenii
Pseudosedum lievenii är en fetbladsväxtart som först beskrevs av Carl Friedrich von Ledebour, och fick sitt nu gällande namn av Ernst Friedrich Berger. Pseudosedum lievenii ingår i släktet Pseudosedum och familjen fetbladsväxter. Inga underarter finns listade i Catalogue of Life.